# Anthanassa conflua
Anthanassa conflua är en fjärilsart som beskrevs av Johannes Karl Max Röber 1913. Anthanassa conflua ingår i släktet Anthanassa och familjen praktfjärilar. Inga underarter finns listade i Catalogue of Life.